# Osiedle Śląskie (Zielona Góra)
Osiedle Śląskie – osiedle bloków mieszkalnych położone na wschodnim skraju Zielonej Góry. Leży obok Osiedla Pomorskiego i Raculki. Umiejscowione w odległości około 7 kilometrów od centrum miasta. 
Dojazd na osiedle autobusami linii nr 8, 14, 19, 38, 55, N2, N3.